# Asketjärnen, Ångermanland
Asketjärnen är en sjö i Härnösands kommun i Ångermanland och ingår i Indalsälvens huvudavrinningsområde. Sjön har en area på 0,0298 kvadratkilometer och ligger 277,1 meter över havet.

## Delavrinningsområde
Asketjärnen ingår i det delavrinningsområde (697820-157610) som SMHI kallar för Mynnar i Mjällån. Medelhöjden är 322 meter över havet och ytan är 17,04 kvadratkilometer. Det finns inga avrinningsområden uppströms utan avrinningsområdet är högsta punkten. Gäddsjöån som avvattnar avrinningsområdet har biflödesordning 4, vilket innebär att vattnet flödar genom totalt 4 vattendrag innan det når havet efter 61 kilometer. Avrinningsområdet består mestadels av skog (88 procent). Avrinningsområdet har 0,28 kvadratkilometer vattenytor vilket ger det en sjöprocent på 1,6 procent.